# Mitrephora glabra
Mitrephora glabra är en kirimojaväxtart som beskrevs av Rudolph Herman Scheffer. Mitrephora glabra ingår i släktet Mitrephora och familjen kirimojaväxter. Inga underarter finns listade i Catalogue of Life.